# قرش صغير الذيل
قرش صغير الذيل (الاسم العلمي Carcharhinus porosus)، نوع من القرش الترابي وينتمي إلى فصيلة البنبكيات. يوجد في غرب المحيط الأطلسي، من شمال خليج المكسيك إلى جنوب البرازيل. يقطن المياه الضحلة بالقرب من الشاطئ، ولا سيما فوق القمم الموحلة حول مصبات الأنهار. لا يتعدى طوله 1.1 م (3.6 قدم) بشكل عام.